# Balkan Cup w biegach narciarskich 2009/2010
Balkan Cup w biegach narciarskich 2009/2010 to kolejna edycja tego cyklu zawodów. Rywalizacja rozpoczęła się 24 grudnia 2009 w serbskim Zlatiborze, a zakończyła 24 marca 2010 w bośniackim Sarajewie, w kompleksie Igman.

## Kalendarz i wyniki

### Kobiety
| Lp  | Data             | Miejscowość       | Dystans            | 1. miejsce         | 2. miejsce         | 3. miejsce       |
| --- | ---------------- | ----------------- | ------------------ | ------------------ | ------------------ | ---------------- |
| 1.  | 24 grudnia 2009  | Zlatibor          | 5 km s. dowolnym   | Odwołano           | Odwołano           | Odwołano         |
| 2.  | 30 grudnia 2009  | Sarajewo/Igman    | 5 km s. dowolnym   | Odwołano           | Odwołano           | Odwołano         |
| 3.  | 9 stycznia 2010  | Borowec           | 5 km s. klasycznym | Odwołano           | Odwołano           | Odwołano         |
| 4.  | 10 stycznia 2010 | Borowec           | 10 km s. dowolnym  | Odwołano           | Odwołano           | Odwołano         |
| 5.  | 13 stycznia 2010 | Pigadia           | Sprint s. dowolnym | Odwołano           | Odwołano           | Odwołano         |
| 6.  | 14 stycznia 2010 | Pigadia           | 5 km s. dowolnym   | Odwołano           | Odwołano           | Odwołano         |
| 7.  | 20 stycznia 2010 | Mawrowo           | 5 km s. dowolnym   | Antonija Grigorowa | Teodora Małczewa   | Maria Danu       |
| 8.  | 21 stycznia 2010 | Mawrowo           | 10 km s. dowolnym  | Antonija Grigorowa | Teodora Małczewa   | Maria Danu       |
| 9.  | 6 marca 2010     | Cheile Gradistei  | 10 km s. dowolnym  | Odwołano           | Odwołano           | Odwołano         |
| 10. | 7 marca 2010     | Cheile Gradistei  | 10 km s. dowolnym  | Odwołano           | Odwołano           | Odwołano         |
| 11. | 12 marca 2010    | Erzurum/ Kandilli | 5 km s. klasycznym | Mónika György      | Antonija Grigorowa | Jaqueline Mourão |
| 12. | 13 marca 2010    | Erzurum/ Kandilli | 5 km s. dowolnym   | Mónika György      | Antonija Grigorowa | Teodora Małczewa |
| 13. | 23 marca 2010    | Sarajewo/Igman    | 5 km s. dowolnym   | Odwołano           | Odwołano           | Odwołano         |
| 14. | 24 marca 2010    | Sarajewo/Igman    | 5 km s. dowolnym   | Odwołano           | Odwołano           | Odwołano         |

### Mężczyźni
| Lp  | Data             | Miejscowość       | Dystans             | 1. miejsce             | 2. miejsce        | 3. miejsce       |
| --- | ---------------- | ----------------- | ------------------- | ---------------------- | ----------------- | ---------------- |
| 1.  | 24 grudnia 2009  | Zlatibor          | 10 km s. dowolnym   | Odwołano               | Odwołano          | Odwołano         |
| 2.  | 30 grudnia 2009  | Sarajewo/Igman    | 5 km s. dowolnym    | Odwołano               | Odwołano          | Odwołano         |
| 3.  | 9 stycznia 2010  | Borowec           | 10 km s. klasycznym | Odwołano               | Odwołano          | Odwołano         |
| 4.  | 10 stycznia 2010 | Borowec           | 15 km s. dowolnym   | Odwołano               | Odwołano          | Odwołano         |
| 5.  | 13 stycznia 2010 | Pigadia           | Sprint s. dowolnym  | Odwołano               | Odwołano          | Odwołano         |
| 6.  | 14 stycznia 2010 | Pigadia           | 10 km s. dowolnym   | Odwołano               | Odwołano          | Odwołano         |
| 7.  | 20 stycznia 2010 | Mawrowo           | 5 km s. dowolnym    | Darko Damjanowski      | Iwan Burgow       | Dimitrios Kappas |
| 8.  | 21 stycznia 2010 | Mawrowo           | 10 km s. dowolnym   | Iwan Burgow            | Darko Damjanowski | Filip Danow      |
| 9.  | 6 marca 2010     | Cheile Gradistei  | 15 km s. dowolnym   | Odwołano               | Odwołano          | Odwołano         |
| 10. | 7 marca 2010     | Cheile Gradistei  | 20 km s. dowolnym   | Odwołano               | Odwołano          | Odwołano         |
| 11. | 12 marca 2010    | Erzurum/ Kandilli | 10 km s. klasycznym | Paul Constantin Pepene | Weselin Cinzow    | Orhan Erkan      |
| 12. | 13 marca 2010    | Erzurum/ Kandilli | 10 km s. dowolnym   | Paul Constantin Pepene | Weselin Cinzow    | Fatih Yüksel     |
| 13. | 23 marca 2010    | Sarajewo/Igman    | 10 km s. dowolnym   | Odwołano               | Odwołano          | Odwołano         |
| 14. | 24 marca 2010    | Sarajewo/Igman    | 10 km s. dowolnym   | Odwołano               | Odwołano          | Odwołano         |

## Klasyfikacje
| Lp. | Zawodnik           | Punkty |
| --- | ------------------ | ------ |
| 1.  | Antonija Grigorowa | 360    |
| 2.  | Teodora Małczewa   | 265    |
| 3.  | Mónika György      | 200    |
| 4.  | Maria Danu         | 120    |
| 5.  | Maria Boumpa       | 100    |
| 5.  | Rojbin Oren        | 100    |
| 7.  | Rosana Kiroska     | 85     |
| 7.  | Mintaha Turan      | 85     |
| 9.  | Ana Angelova       | 76     |
| 9.  | Busra Güneş        | 76     |

| Lp. | Zawodnik               | Punkty |
| --- | ---------------------- | ------ |
| 1.  | Paul Constantin Pepene | 200    |
| 2.  | Iwan Burgow            | 180    |
| 2.  | Darko Damjanowski      | 180    |
| 4.  | Weselin Cinzow         | 160    |
| 5.  | Dimitrios Kappas       | 110    |
| 6.  | Filip Danow            | 105    |
| 6.  | Orhan Erkan            | 105    |
| 8.  | Fatih Yüksel           | 96     |
| 9.  | Burhan Oğlago          | 95     |
| 10. | Omer Yusufuoglu        | 86     |